# Cryptocarya microcos
Cryptocarya microcos är en lagerväxtart som beskrevs av André Joseph Guillaume Henri Kostermans. Cryptocarya microcos ingår i släktet Cryptocarya och familjen lagerväxter. Inga underarter finns listade i Catalogue of Life.